# Werkbank

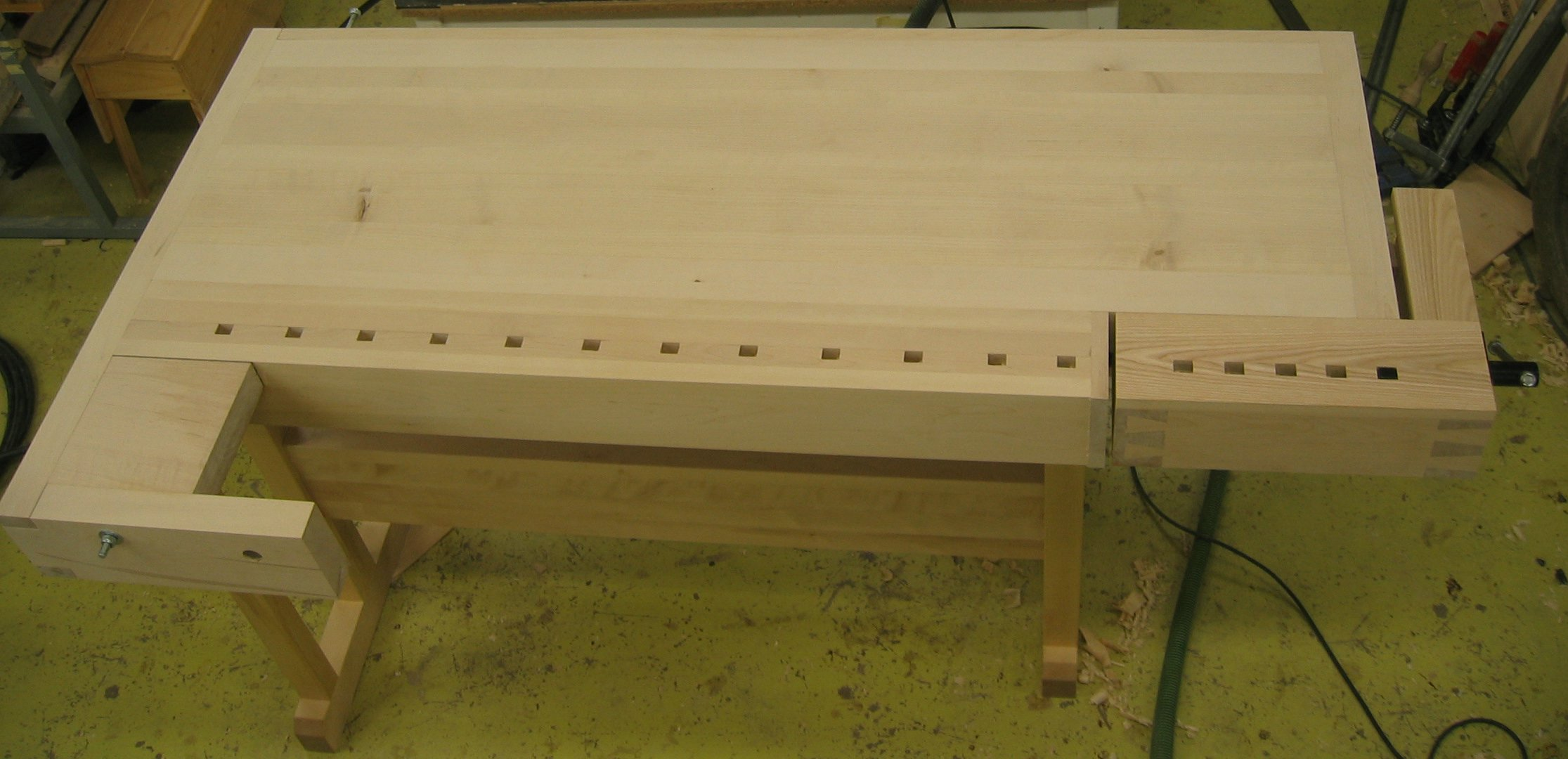
Een schaafbank (voortang ontbreekt)

Een werkbank is een zwaar uitgevoerde tafel die dient om allerlei werkzaamheden aan veelal metalen of houten voorwerpen uit te kunnen voeren. In een werkplaats zijn deze vaak onmisbaar; ze zijn er in allerlei uitvoeringen en afmetingen.
In de metaalbewerking wordt gewoonlijk een werkbank gebruikt met een metalen onderstel dat voorzien is van een stevig blad, met daarop een bankschroef waarin de diverse werkstukken kunnen worden ingeklemd.
Een in de houtbewerking toegepast type werkbank is de schaafbank. Bij deze geheel houten werkbanken zijn links aan de voorkant en rechts opzij twee klemmen aangebracht: de zogenaamde voortang en achtertang. Hierin kan het te bewerken hout worden ingeklemd. De klemmen worden aangedraaid door middel van een schroefspil. Het bovenblad en achtertang zijn voorzien van gaten waarin ijzeren bankhaken kunnen worden geplaatst. Het te schaven werkstuk wordt hierbij tussen de iets uitstekende haken in het blad en de achtertang geklemd.
Er zijn ook draagbare, inklapbare werkbanken. Deze worden vaak op karwei gebruikt.
De werkbank van een edelsmid heet een stavelij.